# John the Postman

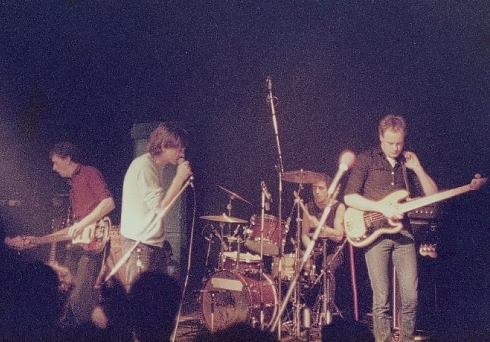
Johns wichtigste Kontakte in die Musikszene: The Fall, hier 1984

John the Postman, des Öfteren auch Jon the Postman, bürgerlich Jonathan Ormrod (* 1955 oder 1956; † Juli 2015) war eine legendäre Figur der frühen britischen Punk-Szene. Besonders war er dafür berüchtigt, bei Punkkonzerten auf die Bühne zu springen, das Mikrofon an sich zu reißen und Louie Louie zu singen. John stürmte bereits bei den allerersten Punk-Gigs in Manchester die Bühne, wo sich nach London das Zentrum des frühen britischen Punks befand. Obwohl er omnipräsent jeden Veranstaltungsort in Manchester besuchte, war er besonders im Punk-Club Electric Circus bekannt und gefürchtet.
Später veröffentlichte er eigene Platten, die Ende der 1970er Jahre in der Erstauflage von 17.000 Exemplaren verkauft und bis Anfang des 21. Jahrhunderts wiederveröffentlicht wurden. Er hatte Auftritte im Electric Circus und spielte unter anderem zusammen mit den anderen bekannten Punk-Acts der Stadt wie The Fall, den Buzzcocks oder Joy Division bei großen Konzerten wie dem gegen die zwangsweise Schließung des Electric Circus oder dem Gegenkonzert gegen das Silver Jubilee von Elisabeth II.
Zu Johns bekennenden Fans gehören unter anderem John Peel, Julian Cope und Mark E. Smith. Der Postmann begann seine etwas vielfältigere Karriere im Musikbusiness im Schatten von Mark E. Smith und The Fall. Beide kamen aus der 1970er-Manchester-Szene; John begann als glühender Fall-Fan und wurde im Lauf der Zeiten ein enger Vertrauter von Smith. Die erste Coverversion, die The Fall je veröffentlichten, war Louie Louie mit John the Postman. Zeitweise betreute John das Cog-Sinister-Büro, von dem aus The Fall ihre frühe Karriere managten – jedoch nicht ohne dabei in späteren Jahren in Konflikt mit Smith zu geraten. Anfang der 1980er strebte John einen Universitätsabschluss in Geschichte und Politik an der University of Salford an, während er gleichzeitig begann, sich der launischen und oft konfrontativen Natur von Smith zu entfremden.
Obwohl sein Sangestalent selbst für Punkverhältnisse als zweifelhaft angesehen wurde, konnte er Ende der 1970er schließlich zwei LPs auf Bent Records produzieren: Puerile und John The Postman’s Psychedelic Rock ‘n’ Roll Five Skinners Puerile enthielt dabei seine Louie-Louie-Version, die Punktheoretiker Stewart Home als die definitive Version des Songs bezeichnet. Mit ihren unglaublich inkompetenten Musikern und einem Schlagzeuger, der mit einfachem Takthalten weit überfordert war, trieb sie die Punk-Einstellung auf ihre Spitze. Instrumente kommen und gehen während des Stückes, während John die Kakophonie überschreit, gelegentlich den Refrain singt und sonst das textet, was ihm gerade in den Sinn kommt. Darüber hinaus enthält sie die ersten Tonaufnahmen des späteren The-Fall-Sängers Mark E. Smith. Die zweite Platte ist um Johns Interpretation des Klassikers Gloria herum aufgebaut. Beide Platten wurden 1998 in eine Gesamtausgabe vom Punklabel Overground Records neu verlegt.
John arbeitete unter anderem als Briefträger, woraus sein Spitzname entstand. Filmisch verewigt wurde er in dem Film 24 Hour Party People, der die Musikszene von Manchester und insbesondere das Entstehen von Factory Records behandelt. Mit Deutschland verbunden war er, da er jedes Jahr nach Berlin fuhr und in der ehemaligen Szenekneipe Leydicke seinen Geburtstag feierte.

## Diskografie
- Puerile – LP, Bent Records
- John The Postman’s Psychedelic Rock ‘n’ Roll Five Skinners – LP 1979, Bent Records